# سوريا في الألعاب الأولمبية الصيفية 1992
شاركت سوريا في الألعاب الأولمبية الصيفية 1992 في برشلونة، إسبانيا.

## مقالات ذات صلة
- الوطن العربي في الألعاب الأولمبية الصيفية 1992